# Glorious (chanson d'Andreas Johnson)
Pour les articles homonymes, voir Glorious.
Glorious est une ballade pop rock du chanteur suédois Andreas Johnson, issue de l'album Liebling sorti en 1999.

## Historique
La chanson connaît un succès mitigé ; elle reste au bas des classements aux Pays-Bas, en Suisse, en Nouvelle-Zélande et en Allemagne. Elle grimpe cependant dans le top 10 en Italie et au Royaume-Uni.
La chanson est plus tard utilisée comme musique dans les publicités des marques Vauxhall, Volvo, et en 2003, Nutella, ce qui permet à la chanson de refaire son entrée dans le classement français, atteignant la 16e place, une bien meilleure performance que sa 50e place l'année de sa sortie quatre ans plus tôt.